# Nati nel 1944/Gennaio
| Questa pagina contiene informazioni ricavate automaticamente dalle voci biografiche con l'ausilio del template Bio e di un bot. L'aggiornamento è periodico e automatico e ricostruisce completamente la pagina. Se manca una persona in questa lista, sei pregato di non aggiungerla, ma accertati piuttosto che la sua voce biografica contenga il template Bio e che i dati anagrafici siano correttamente compilati. Se il template Bio manca, inseriscilo tu stesso o, in alternativa, metti l'avviso {{tmp\|Bio}} che ne segnala la mancanza. Se i dati riportati sono sbagliati, correggi direttamente la voce biografica; le modifiche saranno visibili in questa lista entro pochi giorni. Per chiarimenti vedi il progetto biografie. La lista contiene solo le 271 persone che sono citate nell'enciclopedia e per le quali è stato implementato correttamente il template Bio. Pagina aggiornata al 2 ago 2025. |

- 1º gennaio - Franco Agostinelli, vescovo cattolico italiano
- 1º gennaio - Mohammed Alaoui, ex cestista marocchino
- 1º gennaio - Zdzisław Ambroziak, pallavolista e giornalista polacco († 2004)
- 1º gennaio - Ferdinando Balzarro, scrittore, karateka e maestro di karate italiano
- 1º gennaio - Omar Hasan Ahmad al-Bashir, generale e politico sudanese
- 1º gennaio - Felice Bertola, pallonista italiano
- 1º gennaio - Juan Manuel Canós, ex calciatore spagnolo
- 1º gennaio - Francisco Cámera, ex calciatore uruguaiano
- 1º gennaio - José Manuel Díaz Novoa, ex calciatore e allenatore di calcio spagnolo
- 1º gennaio - Abdul Hamid, politico bangladese
- 1º gennaio - Jimmy Hart, compositore e musicista statunitense
- 1º gennaio - Giovanni Ialongo, dirigente d'azienda italiano
- 1º gennaio - Suzy Kendall, attrice britannica
- 1º gennaio - Zafarullah Khan Jamali, politico pakistano († 2020)
- 1º gennaio - Renzo Paris, poeta, scrittore e critico letterario italiano
- 1º gennaio - Roberta Petrelluzzi, conduttrice televisiva, regista televisiva e autrice televisiva italiana
- 1º gennaio - Andy Provan, calciatore scozzese († 2023)
- 1º gennaio - Massimo Vitali, fotografo italiano
- 1º gennaio - Eloy de la Iglesia, regista e sceneggiatore spagnolo († 2006)
- 1º gennaio - Ján Čarnogurský, politico slovacco
- 2 gennaio - Madeleine Bochatay, ex sciatrice alpina francese
- 2 gennaio - Rinaldo Bontempi, politico italiano († 2007)
- 2 gennaio - Luis César Carniglia, ex calciatore argentino
- 2 gennaio - Igor' Celoval'nikov, pistard sovietico († 1986)
- 2 gennaio - Filippo Collura, politico italiano († 2025)
- 2 gennaio - Peter Eötvös, compositore e direttore d'orchestra ungherese († 2024)
- 2 gennaio - George Hungerford, ex canottiere canadese
- 2 gennaio - Ed Manning, cestista e allenatore di pallacanestro statunitense († 2011)
- 2 gennaio - Kim Newcombe, pilota motociclistico neozelandese († 1973)
- 2 gennaio - Norodom Ranariddh, politico cambogiano († 2021)
- 2 gennaio - Tom Søndergaard, calciatore danese († 1997)
- 3 gennaio - Alexander Bandl, ex calciatore austriaco
- 3 gennaio - Ramiro Blacut, calciatore e allenatore di calcio boliviano († 2024)
- 3 gennaio - Pasquale Di Giovanni, ex calciatore italiano
- 3 gennaio - Raewyn Connell, sociologa australiana
- 3 gennaio - Ottavio Rossani, giornalista e poeta italiano
- 3 gennaio - Chris von Saltza, ex nuotatrice statunitense
- 4 gennaio - Narciso Doval, calciatore argentino († 1991)
- 4 gennaio - Gustavo Raffi, avvocato e politico italiano
- 4 gennaio - Josef Weiss, tipografo e editore svizzero († 2020)
- 4 gennaio - Judy Winter, attrice e doppiatrice tedesca
- 4 gennaio - Adolfo Calisto, calciatore portoghese († 2024)
- 5 gennaio - Dick Clark, cestista statunitense († 1988)
- 5 gennaio - Ivan Cooper, politico e attivista britannico († 2019)
- 5 gennaio - Eystein Eggen, scrittore e sociologo norvegese († 2010)
- 5 gennaio - Neil Ellett, ex calciatore canadese
- 5 gennaio - Giorgio Favaro, ciclista su strada italiano († 2002)
- 5 gennaio - Franco Ferrini, sceneggiatore e regista italiano
- 5 gennaio - Jo-Ann Kelly, cantante e chitarrista inglese († 1990)
- 5 gennaio - Zygfryd Kuchta, ex pallamanista polacco
- 5 gennaio - Carolyn McCarthy, politica statunitense († 2025)
- 5 gennaio - Ed Rendell, politico statunitense
- 5 gennaio - Wayne Rutledge, hockeista su ghiaccio canadese († 2004)
- 5 gennaio - Jan de Vries, pilota motociclistico olandese († 2021)
- 6 gennaio - Christine Dacremont, ex pilota automobilistico e pilota di rally francese
- 6 gennaio - Bonnie Franklin, attrice e regista statunitense († 2013)
- 6 gennaio - Elvio Giudici, critico musicale italiano
- 6 gennaio - Henry R. Kravis, imprenditore statunitense
- 6 gennaio - Seppo Leppäniemi, ex sciatore alpino finlandese
- 6 gennaio - Gabor Maté, scrittore ungherese
- 6 gennaio - Richard Muller, fisico statunitense
- 6 gennaio - Pak Li-sup, ex calciatore nordcoreano
- 6 gennaio - Alan Stivell, cantautore e arpista francese
- 6 gennaio - Rolf Zinkernagel, medico svizzero
- 7 gennaio - Boško Antić, allenatore di calcio e calciatore jugoslavo († 2007)
- 7 gennaio - Mario Bertini, ex calciatore italiano
- 7 gennaio - Stephen Bourne, informatico britannico
- 7 gennaio - Rifat Hadžiselimović, genetista bosniaco
- 7 gennaio - Mahieddine Khalef, allenatore di calcio algerino († 2024)
- 7 gennaio - Mike McGear, musicista e fotografo britannico
- 7 gennaio - Mario Virano, architetto e dirigente d'azienda italiano († 2023)
- 8 gennaio - Terry Brooks, scrittore statunitense
- 8 gennaio - Luigino Busatto, politico italiano
- 8 gennaio - Piergiuseppe D'Andreamatteo, politico e sindacalista italiano († 2017)
- 8 gennaio - Angela Ramello, mezzofondista italiana († 2004)
- 9 gennaio - Marc Bossuyt, magistrato e docente belga
- 9 gennaio - Ernesto Diotallevi, mafioso italiano
- 9 gennaio - Harun Farocki, regista, sceneggiatore e giornalista tedesco († 2014)
- 9 gennaio - Hugh Fisher, ex calciatore scozzese
- 9 gennaio - Maurilio Frigerio, politico italiano
- 9 gennaio - Massimiliano Fuksas, architetto e designer italiano
- 9 gennaio - José Gómez Lucas, ciclista su strada spagnolo († 2014)
- 9 gennaio - George Loros, attore e regista teatrale statunitense
- 9 gennaio - Hugo Moyano, sindacalista, politico e dirigente sportivo argentino
- 9 gennaio - Jimmy Page, chitarrista e compositore britannico
- 9 gennaio - Gianfranco Polillo, economista e politico italiano
- 9 gennaio - Oscar Prudente, cantautore, compositore e produttore discografico italiano
- 10 gennaio - Rory Byrne, ingegnere sudafricano
- 10 gennaio - George Carter, cestista statunitense († 2020)
- 10 gennaio - John Cernuto, giocatore di poker statunitense († 2025)
- 10 gennaio - Jin Zhiyang, allenatore di calcio e ex calciatore cinese
- 10 gennaio - Jean-Claude Jitrois, stilista francese
- 10 gennaio - Gerrit Kok, ex cestista olandese
- 10 gennaio - Enrico Lucidi, direttore della fotografia italiano
- 10 gennaio - Theres Obrecht, ex sciatrice alpina svizzera
- 10 gennaio - William Sanderson, attore statunitense
- 10 gennaio - Frank Sinatra Jr., cantante e attore statunitense († 2016)
- 10 gennaio - Terrie Snell, attrice statunitense
- 10 gennaio - Roberto Spizzichino, batterista, artigiano e artista italiano († 2011)
- 11 gennaio - Alessandro Bignozzi, ex bobbista italiano
- 11 gennaio - Gerd Böckmann, attore, regista e doppiatore tedesco
- 11 gennaio - John DeMain, direttore d'orchestra statunitense
- 11 gennaio - Antonio Pelayo, presbitero e giornalista spagnolo
- 11 gennaio - Louis Pfenninger, ex ciclista su strada e pistard svizzero
- 11 gennaio - Franco Rella, filosofo italiano († 2023)
- 11 gennaio - Aguila Saleh Issa, politico e giurista libico
- 11 gennaio - Giuseppe Schirò Di Maggio, scrittore e poeta italiano
- 11 gennaio - Francesco Vairano, doppiatore, direttore del doppiaggio e dialoghista italiano
- 12 gennaio - Martine Buron, politica e architetto francese
- 12 gennaio - Jay Cocks, sceneggiatore statunitense
- 12 gennaio - Joe Frazier, pugile statunitense († 2011)
- 12 gennaio - Jim Gray, informatico statunitense († 2012)
- 12 gennaio - Vlastimil Hort, scacchista cecoslovacco († 2025)
- 12 gennaio - Fatos Kongoli, scrittore albanese
- 12 gennaio - Pino Pedano, scultore e ebanista italiano
- 13 gennaio - Baha Boukhari, fumettista palestinese († 2015)
- 13 gennaio - Carla Castellani, politica italiana
- 13 gennaio - Stuart Freedman, fisico statunitense († 2012)
- 13 gennaio - Helmut Swiczinsky, architetto austriaco († 2025)
- 13 gennaio - Graham Webb, ciclista su strada britannico († 2017)
- 14 gennaio - Jan Aas, calciatore e allenatore di calcio norvegese († 2016)
- 14 gennaio - Václav Bělohradský, filosofo ceco
- 14 gennaio - Gianni Comini, dirigente sportivo, allenatore di calcio e ex calciatore italiano
- 14 gennaio - Peter Fechter, tedesco († 1962)
- 14 gennaio - Marjoe Gortner, attore statunitense
- 14 gennaio - Kristina Larsson, ex nuotatrice svedese
- 14 gennaio - Romualdo Luzi, italiano
- 14 gennaio - Nan Rae, ex nuotatrice britannica
- 15 gennaio - Flavio Baroncelli, filosofo italiano († 2007)
- 15 gennaio - Vanessa Beeman, insegnante e scrittrice britannica († 2019)
- 15 gennaio - Francesco Boni, personaggio televisivo, storico dell'arte e gallerista italiano
- 15 gennaio - Pino Gentile, politico italiano
- 15 gennaio - Trudy Groenman, ex tennista olandese
- 16 gennaio - Thomas Fritsch, attore, doppiatore e cantante tedesco († 2021)
- 16 gennaio - Gunnar Kvaran, violoncellista islandese
- 16 gennaio - Carl Men Ky Ching, dirigente sportivo cinese
- 16 gennaio - Dieter Moebius, musicista svizzero († 2015)
- 16 gennaio - Pieter Nassen, ex ciclista su strada belga
- 16 gennaio - Juan Rodríguez, calciatore cileno († 2021)
- 16 gennaio - Manuel Rodríguez Vega, allenatore di calcio e ex calciatore cileno
- 16 gennaio - Jill Tarter, astronoma statunitense
- 16 gennaio - Marilù Tolo, attrice italiana
- 17 gennaio - Ugo Finetti, giornalista e politico italiano
- 17 gennaio - Maurizio Grande, letterato e saggista italiano († 1996)
- 17 gennaio - Jan Guillou, scrittore e giornalista svedese
- 17 gennaio - Françoise Hardy, cantautrice, scrittrice e attrice francese († 2024)
- 17 gennaio - Loris Tonino Paroli, ex brigatista italiano
- 17 gennaio - Nubia Villacís, cestista ecuadoriana († 2008)
- 18 gennaio - Ubiratan Pereira Maciel, cestista brasiliano († 2002)
- 18 gennaio - Tom Farrell, ex mezzofondista statunitense
- 18 gennaio - Paul Keating, politico australiano
- 18 gennaio - Marjanne Kweksilber, soprano olandese († 2008)
- 18 gennaio - William Francis Malooly, vescovo cattolico statunitense
- 18 gennaio - Al Perkins, chitarrista statunitense
- 18 gennaio - Thorodd Presberg, ex arbitro di calcio e ex calciatore norvegese
- 18 gennaio - Brigitte Roesen, ex lunghista tedesca
- 18 gennaio - Larry Smith, musicista inglese
- 18 gennaio - Alexander Van der Bellen, politico e economista austriaco
- 18 gennaio - Jerry Lee Wells, cestista statunitense († 2014)
- 19 gennaio - José Amengual, apneista spagnolo
- 19 gennaio - Antonella Bottazzi, cantautrice italiana († 1997)
- 19 gennaio - Hristo Dojčinov, cestista bulgaro († 2015)
- 19 gennaio - Shelley Fabares, attrice e cantante statunitense
- 19 gennaio - Thom Mayne, architetto statunitense
- 19 gennaio - Lorenzo Piani, attore italiano
- 19 gennaio - Paolo Tofani, chitarrista e compositore italiano
- 20 gennaio - Margaret Avery, attrice e cantante statunitense
- 20 gennaio - Nancy Chodorow, sociologa e psicanalista statunitense
- 20 gennaio - José Luis Garci, regista, sceneggiatore e critico cinematografico spagnolo
- 20 gennaio - Farhad Mehrad, cantautore, cantante e musicista iraniano († 2002)
- 20 gennaio - Isao Okano, ex judoka giapponese
- 20 gennaio - Renzo Sacco, politico italiano († 2023)
- 21 gennaio - Alfred Debono, ex calciatore maltese
- 21 gennaio - Abraham Kattumana, arcivescovo cattolico indiano († 1995)
- 21 gennaio - Rodion Rafailovič Nachapetov, attore e regista sovietico
- 21 gennaio - Hasso Plattner, imprenditore, filantropo e velista tedesco
- 21 gennaio - Pratibha Ray, docente e scrittrice indiana
- 21 gennaio - Peter Rodrigues, ex calciatore gallese
- 21 gennaio - Uto Ughi, violinista e musicista italiano
- 21 gennaio - Renzo Zandegiacomo, ex sciatore alpino italiano
- 22 gennaio - Juan Manuel Basurco, presbitero e calciatore spagnolo († 2014)
- 22 gennaio - Giampiero Beccaria, politico italiano
- 22 gennaio - Larry Conley, ex cestista statunitense
- 22 gennaio - Giampaolo Coral, compositore italiano († 2011)
- 22 gennaio - Andrea Frazzi, regista e sceneggiatore italiano († 2006)
- 22 gennaio - Antonio Frazzi, regista e sceneggiatore italiano
- 22 gennaio - Victor Gamaldo, ex calciatore trinidadiano
- 22 gennaio - Patience Dabany, cantante e musicista gabonese
- 22 gennaio - Silvio Mantelli, presbitero e illusionista italiano
- 22 gennaio - Mario Oliveri, vescovo cattolico italiano
- 22 gennaio - Pamela Salem, attrice e impresaria teatrale britannica († 2024)
- 22 gennaio - Manlio Sodi, teologo italiano
- 22 gennaio - Angela Winkler, attrice tedesca
- 23 gennaio - Rúben Bareño, ex calciatore uruguaiano
- 23 gennaio - Sergej Belov, cestista, allenatore di pallacanestro e dirigente sportivo sovietico († 2013)
- 23 gennaio - Charles Correll, regista e direttore della fotografia statunitense († 2004)
- 23 gennaio - Fausto Delle Chiaie, artista italiano
- 23 gennaio - Rutger Hauer, attore e attivista olandese († 2019)
- 23 gennaio - Bob McIntyre, ex cestista statunitense
- 23 gennaio - Marty Russo, politico statunitense
- 23 gennaio - Bianca Tragni, giornalista e scrittrice italiana
- 23 gennaio - Lonnie Wright, cestista e giocatore di football americano statunitense († 2012)
- 24 gennaio - Tom Bethea, ex pugile statunitense
- 24 gennaio - Agostino Borromeo, storico italiano († 2024)
- 24 gennaio - Milly Buonanno, sociologa italiana
- 24 gennaio - Enzo Del Re, cantautore italiano († 2011)
- 24 gennaio - Armando Gallo, giornalista e fotografo italiano
- 24 gennaio - David Gerrold, scrittore di fantascienza statunitense
- 24 gennaio - Willie Henderson, ex calciatore scozzese
- 24 gennaio - Shirō Ichinoseki, ex sollevatore giapponese
- 24 gennaio - Gian-Franco Kasper, dirigente sportivo svizzero († 2021)
- 24 gennaio - Klaus Nomi, cantante tedesco († 1983)
- 24 gennaio - Gruia Novac, pallanuotista rumeno († 1999)
- 25 gennaio - Pier Giuseppe Arcangeli, etnomusicologo e compositore italiano
- 25 gennaio - Filiberto Cecchi, generale italiano
- 25 gennaio - Paule Constant, scrittrice francese
- 25 gennaio - Ion Dolănescu, cantante e politico rumeno († 2009)
- 25 gennaio - Roger Helmer, politico britannico
- 25 gennaio - Jacinto João, calciatore portoghese († 2004)
- 25 gennaio - Paolo Nuti, ex calciatore italiano
- 25 gennaio - Christina Schmuck, ex slittinista tedesca occidentale
- 25 gennaio - Bernard Tschumi, architetto svizzero
- 25 gennaio - Robin Wood, fumettista paraguaiano († 2021)
- 26 gennaio - Rossella Artioli, politica italiana
- 26 gennaio - Dermot Bradley, storico irlandese († 2009)
- 26 gennaio - Piero Castiglioni, architetto e designer italiano
- 26 gennaio - Angela Davis, attivista statunitense
- 26 gennaio - Louis Gallois, dirigente d'azienda francese
- 26 gennaio - Roberta Giusti, annunciatrice televisiva e conduttrice televisiva italiana († 1986)
- 26 gennaio - Robert A. Holton, chimico statunitense († 2025)
- 27 gennaio - Adenan Satem, politico malese († 2017)
- 27 gennaio - Yves Boissier, ex schermidore francese
- 27 gennaio - Mairead Corrigan, pacifista britannica
- 27 gennaio - Kevin Coyne, cantante, compositore e scrittore inglese († 2004)
- 27 gennaio - Nick Mason, batterista, compositore e produttore discografico britannico
- 27 gennaio - Jabulani Adatus Nxumalo, arcivescovo cattolico sudafricano
- 27 gennaio - Braulio Rodríguez Plaza, arcivescovo cattolico spagnolo
- 27 gennaio - Sam Smith, cestista statunitense († 2022)
- 28 gennaio - Alister Allan, ex tiratore a segno britannico
- 28 gennaio - Gian Piero Ghio, ex calciatore e allenatore di calcio italiano
- 28 gennaio - Fred Hoaglin, ex giocatore di football americano e allenatore di football americano statunitense
- 28 gennaio - Susan Howard, attrice, scrittrice e sceneggiatrice statunitense
- 28 gennaio - Vicente Jiménez Zamora, arcivescovo cattolico spagnolo
- 28 gennaio - Rosalía Mera, imprenditrice spagnola († 2013)
- 28 gennaio - Silvana Pisa, politica italiana
- 28 gennaio - Achim Reichel, cantante e chitarrista tedesco
- 28 gennaio - Franco Rosi, imitatore italiano († 2019)
- 28 gennaio - John Tavener, compositore britannico († 2013)
- 29 gennaio - Erminio Favalli, dirigente sportivo e calciatore italiano († 2008)
- 29 gennaio - Susana Giménez, attrice, conduttrice televisiva e modella argentina
- 29 gennaio - Stojan Jordanov, ex calciatore bulgaro
- 29 gennaio - Kim Yung-kil, ex calciatore nordcoreano
- 29 gennaio - Andrew Loog Oldham, produttore discografico, imprenditore e compositore britannico
- 29 gennaio - José Malleo, ex calciatore argentino
- 29 gennaio - John Olorunfemi Onaiyekan, cardinale e arcivescovo cattolico nigeriano
- 29 gennaio - Jerry Reynolds, allenatore di pallacanestro e dirigente sportivo statunitense
- 29 gennaio - Jan Schappert, ex cestista olandese
- 29 gennaio - Pauline van der Wildt, ex nuotatrice olandese
- 30 gennaio - Frank Burrows, calciatore e allenatore di calcio scozzese († 2021)
- 30 gennaio - Lynn Harrell, violoncellista statunitense († 2020)
- 30 gennaio - Waldi Medeot, ex cestista e allenatore di pallacanestro italiano
- 30 gennaio - Sharon Pratt, politica statunitense
- 30 gennaio - Lorenzo Strik Lievers, politico italiano
- 30 gennaio - Roberto Tancredi, dirigente sportivo e ex calciatore italiano
- 31 gennaio - Szabolcs Baranyi, tennista ungherese († 2016)
- 31 gennaio - Adriano Bardin, allenatore di calcio e ex calciatore italiano
- 31 gennaio - Connie Booth, attrice e scrittrice statunitense
- 31 gennaio - Spartaco Landini, calciatore, allenatore di calcio e dirigente sportivo italiano († 2017)
- 31 gennaio - Silvano Mezzavilla, sceneggiatore e giornalista italiano
- 31 gennaio - Charlie Musselwhite, musicista e armonicista statunitense
- 31 gennaio - Michael Palumbo, storico statunitense